# Данна, Джефф
Джефф Данна (англ. Jeff Danna) — канадский кинокомпозитор, специализирующийся на музыке к фильмам ужасов и триллерам. Автор музыки к фильмам «Воображариум доктора Парнаса» и «Сайлент Хилл». Брат композитора Майкла Данна, с которым плодотворно сотрудничает.

## Избранная фильмография
- 2022 — «Папин дракон»
- 2012 — «Сайлент Хилл 2»
- 2012 — «Континуум телесериал»
- 2010 — «Травка»
- 2009 — «Воображариум доктора Парнаса»
- 2009 — «Святые из Бундока 2: День всех святых»
- 2008 — «Добро пожаловать в Лэйквью»
- 2007 — «Перелом»
- 2006 — «Сайлент Хилл»
- 2005—2008 — «Патруль Зула»
- 2005 — «Страна приливов»
- 2005 — «Возвращение мистера Рипли»
- 2004 — «Обитель зла 2: Апокалипсис»
- 2003 — «Проект «Ельцин»»
- 2002 — «История Мэттью Шепарда»
- 1999 — «Святые из Бундока»